# Західно-Індійський хребет
25°30′ пд. ш. 70°00′ сх. д. / 25.5° пд. ш. 70° сх. д.
Західно-Індійський хребет — підводний хребет на південному заході Індійського океану. Прямує від трійника Родрігес в південній частині Індійського океану до трійника Буве в південній Атлантиці. Відноситься до серединно-океанічних хребтів. Є дивергентною границею між Африканською плитою на півночі й Антарктичною плитою на півдні.
Довжина хребта становить близько 4000 км, ширина — 200—300 км. Переважаючі глибини над гребенем 2000-3000 м, мінімальна — 251 м, відносна висота — від 2000 до 1000 м.
Поверхня хребта сильно розчленована. Широко розвинені виходи корінних, у тому числі ультраосновних порід (серпентиніти, перидотити). Також характерна підвищена сейсмічна активність.